# Chung-Riwoche-Brücke
Die Chung-Riwoche-Brücke (auch Chung Riwoche Chagsam, Chung Riwoche Bridge) war eine Kettenbrücke über den Yarlung Tsangpo in Tibet. Sie lag etwa 100 km stromaufwärts von Lhatse. Heute befinden sich zwei moderne Brücken, eine leichte Hängebrücke und eine Straßenbrücke, in einiger Entfernung unterhalb der Reste der Chung Riwoche Chagsam.
Die Brücke wurde ebenso wie das weniger als 300 m entfernte Chung Riwoche Kumbum im 15. Jahrhundert von dem tibetischen buddhistischen Philosoph, Lehrer, Arzt, Architekt, Schmied und Brückenbauer Thangtong Gyelpo erbaut. Sie bestand aus zwei mächtigen, am Ufer des Tsangpo aufgetürmten Steinpfeilern, die bei niedrigem Wasserstand im Trockenen standen, sowie aus einem ebenso großen Pfeiler im Strom, der durch einen langen, gemauerten Wellen- und Eisbrecher gegen dessen Fluten geschützt war. Die Spannweiten vom Mittelpfeiler zu den Pfeilern am Ufer betrugen 60 m und 35 m. Bei dieser Brücke hat Thangtong Gyelpo vier statt wie sonst üblich zwei Ketten eingesetzt: zwei etwas stärkere Ketten, die unmittelbar den Fußweg trugen, sowie zwei darüber angeordnete, etwas leichtere Ketten, die als Handlauf dienten und durch Seile mit den unteren Ketten verbunden waren, so dass sie ebenfalls eine tragende Funktion hatten. Die Kettenglieder der unteren Ketten waren ca. 22 bis 26 cm lang, die der oberen 23 bis 38 cm lang und jeweils 7 bis 8 cm breit. Sie waren aus rechteckigen Stäben mit Querschnitten von ca. 2 cm × 3 cm bzw. 2 cm × 2 cm geschmiedet. Auch nach mehr als einem halben Jahrtausend zeigen die Kettenglieder nur geringfügige Abnutzungsspuren und praktisch keine  Korrosion.
Peter Aufschnaiter und Heinrich Harrer benutzten 1945 die Brücke auf ihrer Flucht aus Indien, als sie schon keinen durchgehenden Bretterboden mehr hatte und sie schrittweise von einem Querseil zum nächsten gehen mussten. 2002 war die Brücke nicht mehr benutzbar. Auf den letzten Metern fehlten die Seile zwischen den Ketten, da die Brücke seit dem Bau der neuen Brücken nicht mehr instand gehalten wurde.